# Балтійська міфологія
Балтійська мітологія — система мітологічних уявлень давніх балтійських племен. Загальнобалтійський мітологічний лад не зберігся, але в деяких випадках він відтворюється на основі мітологічних уявлень окремих балтійських племен: на заході — прусси, ятвяги та інші; на сході — жмудини і аукштайтії, латишів та інші.

## Опис
На рубежі I та II тис. н.е. балтійські племена займали територію на південь і схід від Балтійського моря, межуючи зі слов'янами та прибалтійськими фінами. Крім археологічних даних про поховальний обряд і характер святилищ, найбільш ранні історичні відомості про міфологію і ритуали балтійських племен походять з кінця I ст. н.е. Тацит, описуючи естів (яких більшість вчених вважає балтами), говорить, що вони поклоняються матері богів і носять зображення кабана як відмітний знак. Пізня історія розширила джерела формування відомостей про балтійську міфологію, але й знизила їхню вірогідність через віддаленість від реальних подій. 
Однією з особливостей балтійської форми свідомості древніх можна вважати усвідомлення світу в системі протилежних понять, що зображають людське життя. До них належать: життя і смерть, щастя і нещастя, парне і непарне число, близький і далекий, будинок і ліс, чоловічий і жіночий тощо.  
Персонажі міфу мають розвинену ієрархію. Дослідники виділяють сім рівнів. До першого належать вищі боги. Головний серед них — Дієвас. Він мешкає на небі. У пруській міфології — Окопірмс. У відносинах з ним перебуває бог-громовержець Перкунас (Перконс). 
У кожного бога багато родичів і дітей, зокрема близнюків. Усіх їх пов'язують стосунки, які передають багато архаїчних уявлень і ритуалів. Наприклад, сини бога закохані в дочку іншого бога. Вони її чекають, запалюють два вогні в морі, котять дочку сонця по морю в човні, їдуть до неї додому на двох конях. У цих сюжетах показано символи культу родючості, а також мотиви охорони. Так, при народженні близнюків у корови в литовському селі здійснюється очисний обряд оборювання на двох бичках. 
Найбільш активним богом є Перкунас, якому протистоїть Велняс, пов'язаний з худобою. У сюжеті весілля сонця і місяця розгніваний Перкунас розрубує місяць мечем. Крім вказаних вищих богів , у різних міфах є цілий ряд інших, різної чисельності та функції. До другого рівня належать боги, що опікуються господарським циклом: боги зернових, дощу, лісу, пастухів, пасовищ і доріг. Їм зазвичай приносили жертви худобою, птицею тощо.  
До інших рівнів входили групи персонажів, за допомогою яких регулювалися та описувалися інші відносини. Наприклад, коло відносин, пов'язане з долею (Лайма), смертю (Гильтіне), шлюбом і його розривом, зорею тощо. Через богів цих рівнів описувалися: історія народів, побутовий уклад їхнього життя, учасники «прихованого» соціального життя (гноми, відьми, перевертні, велетні), різні духи (духи будинку, жіночі духи, духи, що мешкають в землі, повітряні духи та духи померлих). 
До останнього, сьомого рівня, належали образи людей як носіїв духовності й учасників ритуалів. Це різного роду жерці, віщуни, які творять молитву, танцюють, співають, гніваються та мають бажання. Наприклад, серед віщунів були ті, що пірнають у воду, гадають за польотом птахів, їхніми нутрощами, за димом або полум'ям свічки, за зірками тощо. 
Вважається, що вплив міфології балтійських народів був дуже значним. Християнство, яке поширювалося тут аж до XVI століття, не змогло витіснити язичницької культури повністю. У ньому збереглося багато ритуалів дохристиянського минулого. Досі вони виявляються в фольклорі, магії, побуті, найрізноманітніших культових формах.

## Основні божества

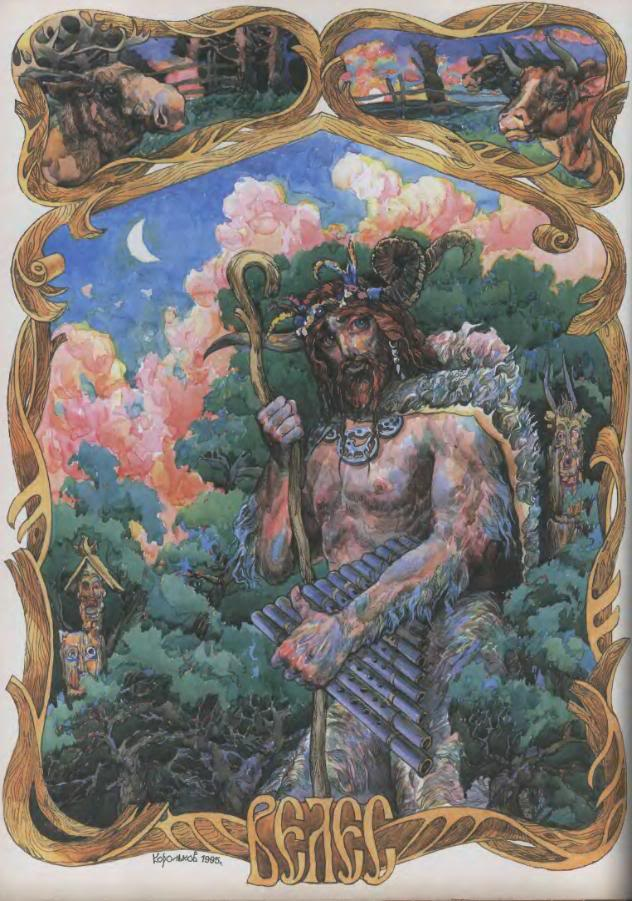
Велес

- Аустра або Аушріне — богиня зорі, пов'язана з планетою Венерою;
- Совій — засновник традиції трупоспалення та провідник в потойбічний світ.
- Сауле — богиня-Сонце;
- дочки Сауле;
- Медейна — богиня лісової живності;
- Перкунас — бог-громовержець;
- Перкунос — Бог грози;
- Жеміна — богиня родючості, жінок та землі;
- Вяльнас, Велс — хтонічне божество, покровитель худоби;
- Лайма, Декла та Карта — три богині, пов'язані з долею;
- сини Діеваса;
- Дієвас — бог ясного неба;

- Менуліс — бог-місяць.

## Бог Велес
Балто-слов'янський бог Велес (Вяльняс) був представлений по-різному, зокрема у вигляді рогатого божества і змія. Він опікувався худобою та лісовими просторами. Іноді його також зображували у вигляді дракона-змія. Його противником був інший бог - Перун-Перкунас, громовержець.

## Перкунос
Перкунос — бог грози і війни у балтомовних племен, в східнослов'янській міфології йому відповідає Перун. Не виключено, що Перун був запозичений у балтів. Втім в 9-12 ст. на території давньоруської спільноти йшов активний процес слов'янізації балтів і міксація їх зі слов'янськими прибульцями. Культ Перкуноса був популярний у всіх балтійських племенах. Слід так само пам'ятати зв'язок пари Велс-Перкунос, при цьому Велса іноді ототожнювали з чортом Вяльнясом. Слід зауважити, що Перкунос одружений був двічі, перший раз на богині Лаум, яка спершу була хорошою і особливою, і відповідала за небо, дітонародження і т. ін. жіночі обов'язки.

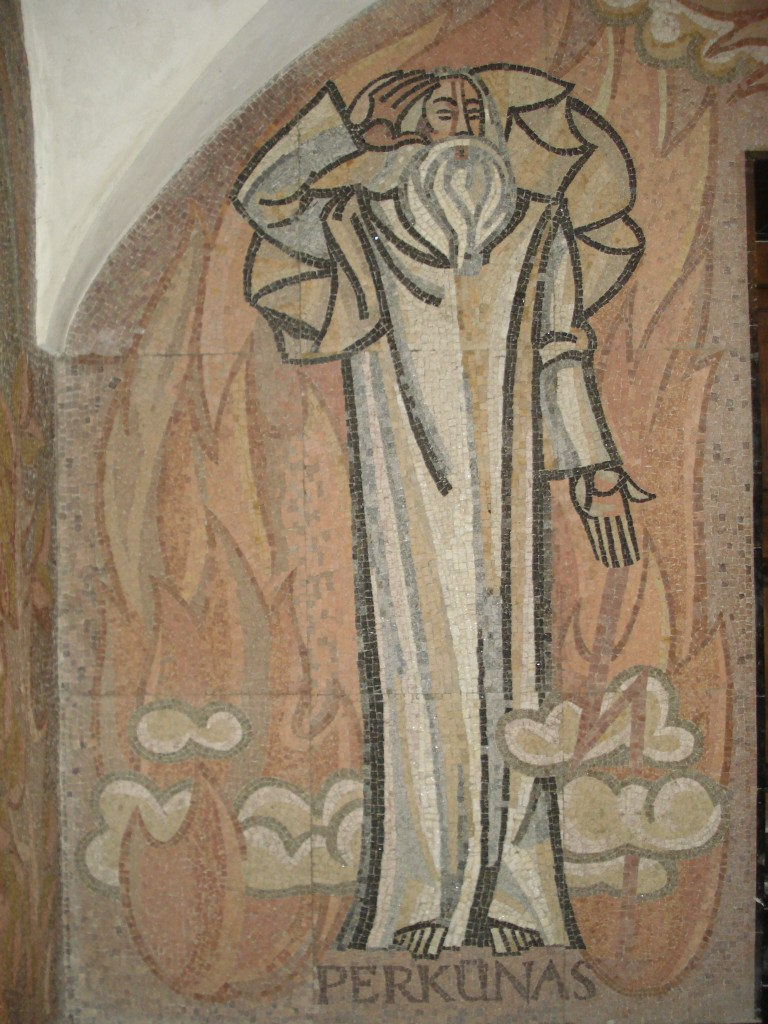
Перкунос — Бог грози

 До речі в Латвії веселка вважається поясом Лаум. Але згідно литовським віруваннями вона зрадила Перкуносу, за що Перкунос вигнав її на Землю. На Землі вона почала активно шкодити людям насилаючи кошмари, підмінюючи дітей. Вдруге Перкуносу пощастило з дружиною. Нею стала богиня Жеміна, тобто Земля. В цілому автентичний культ Перкуноса в сучасній Литві та Білорусі офіційно існував до 1385 року, тобто до укладення Кревської унії. Однак пам'ять по язичницькому минулому ще довго існувала в землях ВКЛ. Фактично останнє капище на цій території було знищено лише в ХХ ст.

## Духи і істоти
- Дейв-пряхи;
- гноми-барздукі;
- вілкатіс — вовки-перевертні;
- Айтварас — летючий дух, частіше є в образі яскравого вогняного спалаху;
- Каукасія — аналог слов'янського домовика.

## Дивитися також
- Литовська міфологія